# Daeodon
Daeodon (anteriormente Dinohyus, "terrível porco"), um dos maiores, se não o maior artiodáctilos da família Entelodontidae, que viveu 25-18 milhões de anos atrás na América do Norte durante as épocas Oligoceno superior e Mioceno inferior. A espécie-tipo é Daeodon shoshonensis, o último e maior dos entelodontes, adultos conhecidos dessa espécie possuem crânios cerca de 90 cm (3 pés) de comprimento. Ele tinha uma ampla distribuição nos Estados Unidos, mas nunca foi abundante.

## Etimologia
Embora não especificado na descrição original do Cope, o nome Daeodon vem das palavras gregas Daios, que significa "hostil" ou "terrível" e odon, que significa "dentes".

## Classificação
O gênero Daeodon foi erguido pelo anatomista e paleontólogo norte-americano Edward Drinker Cope em 1878, classificou-o como um perissodactyl e pensava que estava relacionada intimamente com "Menodus".
Esta classificação persistiu até a publicação de "Elotherium" calkinsi em 1905.